# Brice De Ruyver
Brice De Ruyver (Lierde, 23 oktober 1954 – Sint-Denijs-Westrem, 19 oktober 2017) was een Belgisch criminoloog.

## Loopbaan
De Ruyver studeerde rechten en criminologie aan de Universiteit Gent. In 1986 behaalde hij zijn doctoraat in de criminologie aan dezelfde universiteit. In 1992 werd hij daar aangesteld als professor strafrecht. Hij verrichtte onder meer onderzoek naar het verband tussen drugs en misdaad.
De Ruyver werd veelvuldig door de media geraadpleegd als expert op het gebied van drugsbeleid, internationale samenwerking rond criminaliteit en mensenhandel. In oktober 1996 werd hij een van de experten van de commissie van het federaal parlement die de zaak-Dutroux moest onderzoeken. Deze commissie wees op een aantal pijnpunten in de werking van de politiediensten, die in de daaropvolgende jaren dan ook grondig hervormd werden. Deze hervorming werd vastgelegd in het Octopusakkoord. In 1999 werd De Ruyver adviseur inzake politie en veiligheid van premier Guy Verhofstadt. Deze functie vervulde hij zowel in de eerste als de tweede regering waarvan Verhofstadt aan het hoofd stond.
Op 19 oktober 2017 overleed De Ruyver aan een acuut hartfalen.
- Bibsys: 4008069
- Digitale Bibliotheek voor de Nederlandse Letteren: ruyv005
- International Standard Name Identifier: 0000 0000 3551 3106
- Library of Congress Control Number: n94087321
- Nederlandse Thesaurus van Auteursnamen: 073986224
- Système universitaire de documentation: 111920388
- Virtual International Authority File: 33692557
- WorldCat: E39PBJpYyPHTgj7gkvFdvR7bVC